# Abaddon Incarnate
Az Abaddon Incarnate egy ír death metal/grindcore zenekar. Tagjai: Steve Maher, Bill Whelan, Johnny King és Irene Siragusa. Volt tagok: Olan Parkinson, Rob Tierney, Cory Sloan, Jason Connolly és Steve Finnerty.
Nem sok dolog ismert a zenekar megalakulásának történetéről. 1994-ben alakultak meg Dublinban, Bereaved néven. E név alatt két demót jelentettek meg, a harmadik demólemezt már az Abaddon Incarnate név alatt adták ki. Még két demó is kikerült a házuk tájáról. Öt stúdióalbumot dobtak piacra. 2011-ben egy split-lemezt is megjelentettek. Zenéjükben a black metal, a sludge metal és a crust punk elemei is felfedezhetőek.

## Diszkográfia

### Stúdióalbumok
- The Last Supper (1999)
- Nadir (2001)
- Dark Crusade (2004)
- Cascade (2009)
- Pessimist (2014)